# Yataqoba
Yataqoba è un comune dell'Azerbaigian situato nel distretto di Xaçmaz. Conta una popolazione di 1 045 abitanti.